# Emiel Meeus

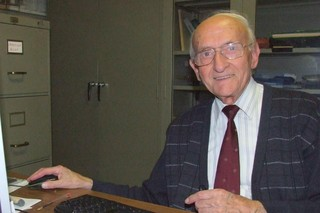
Emiel Meeus achter zijn bureau te Engsbergen

Emiel (Miel) Meeus (Tessenderlo, 27 mei 1929 – aldaar, 26 november 2022) was een Belgisch politicus.

## Biografie
Meeus was lid van de Christelijk-Sociale Partij die later Christen-Democratisch en Vlaams (CD&V) werd. Hij was meer dan 50 jaar politicus. In 1964 werd hij voor het eerst gekozen voor de gemeenteraad. Hij was zes jaar schepen. In 1983 volgde hij Frans Lievesoens op als burgemeester van Tessenderlo. Hij was dertien jaar burgemeester van die gemeente tot hij in 1995 werd opgevolgd door Jan Verheyden. In 2009 ontving hij de titel van ereburgemeester uit handen van Vlaams minister van Binnenlandse Zaken Marino Keulen. Toen Emiel in 2018 89 jaar was, stelde hij zich niet meer kandidaat voor de gemeenteraad.
Emiel Meeus zorgde in zijn gemeente voor stromend water, elektriciteit en aangelegde wegen. Hij liet ook het buurthuis 't Goor bouwen naast de Sint-Luciakerk te Engsbergen.
Na zijn ambt als burgemeester ontving Emiel tweemaal per week, belangeloos, volk bij zijn thuis op de Sparrenweg. Hij hielp mensen met het invullen van belastingpapieren, het aanvragen van vergunningen, gaf hen goede raad en nog veel meer.
Emiel is houder van het Burgerlijk Ereteken 1ste klasse. Hij kreeg deze titel van voormalig Koning Boudewijn. Daarnaast was hij Laureaat van de Arbeid, lid van CD&V, lid van het Landelijke Gilde, lid van Samana & KWB en lid van nog talrijke andere verenigingen. Politiek was zijn passie.
Emiel was getrouwd met Annie Gilissen. Hij stierf op 93-jarige leeftijd.